# Ahmed M'Raihi
Ahmed M'Raihi (* 17. August 1978) ist ein ehemaliger tunesischer Radrennfahrer.
Ahmed M'Raihi wurde 2006 einmal Etappenzweiter und einmal Dritter bei der Tour des Aéroports. 2007 konnte er das Eintagesrennen Grand Prix de la Ville de Tunis für sich entscheiden und er gewann ein Teilstück der Tour des Aéroports, wo er auch Gesamtfünfter wurde. Im nächsten Jahr belegte er bei der neu ins Leben gerufenen Tour Ivoirien de la Paix den zehnten Rang in der Gesamtwertung.

## Erfolge
2000
- Tunesischer Meister – Straßenrennen

2007
- Grand Prix de la Ville de Tunis
- eine Etappe Tour des Aéroports

2010
- Tunesischer Meister – Einzelzeitfahren

2011
- Panarabische Spiele – Mannschaftszeitfahren

2012
- Afrikanische Straßenradmeisterschaften – Einzelzeitfahren